# Alopecosa albovittata
Alopecosa albovittata là một loài nhện trong họ Lycosidae.
Loài này thuộc chi Alopecosa. Alopecosa albovittata được Joachim Schmidt miêu tả năm 1895.